# Movistar Team (mannenwielerploeg)/2025
Deze pagina geeft een overzicht van de UCI World Tour wielerploeg Movistar Team in 2025.

## Algemeen
Algemeen Manager: Eusebio Unzué
Ploegleiders: Alexis Gandia, José Vicente García Acosta, Pablo Lastras, Xabier Muriel, Jürgen Roelandts, José Joaquín Rojas, Maximilian Sciandri, Iván Velasco
Fietsen: Canyon
Kleding: GOBIK

## Renners
| Naam               | Geboortedatum | Nationaliteit    | Ploeg 2024              |
| ------------------ | ------------- | ---------------- | ----------------------- |
| Jorge Arcas        | 08-07-1991    | Spanje           |                         |
| Orluis Aular       | 5-11-1996     | Venezuela        | Caja Rural-Seguros RGA  |
| Jon Barrenetxea    | 20-04-2000    | Spanje           |                         |
| William Barta      | 04-01-1996    | Verenigde Staten |                         |
| Carlos Canal       | 28-06-2001    | Spanje           |                         |
| Pablo Castrillo    | 2-01-2001     | Spanje           | Equipo Kern Pharma      |
| Jefferson Cepeda   | 2-03-1996     | Ecuador          | Caja Rural-Seguros RGA  |
| Davide Cimolai     | 13-08-1989    | Italië           |                         |
| Davide Formolo     | 25-10-1992    | Italië           |                         |
| Iván García        | 20-11-1995    | Spanje           |                         |
| Fernando Gaviria   | 19-08-1994    | Colombia         |                         |
| Ruben Guerreiro    | 06-07-1994    | Portugal         |                         |
| Michel Heßmann *   | 06-04-2001    | Duitsland        | Team Visma-Lease a Bike |
| Enric Mas          | 07-01-1995    | Spanje           |                         |
| Lorenzo Milesi     | 19-03-2002    | Italië           |                         |
| Manlio Moro        | 17-03-2002    | Italië           |                         |
| Gregor Mühlberger  | 04-04-1994    | Oostenrijk       |                         |
| Mathias Norsgaard  | 05-05-1997    | Denemarken       |                         |
| Nélson Oliveira    | 06-03-1989    | Portugal         |                         |
| Antonio Pedrero    | 23-10-1991    | Spanje           |                         |
| Diego Pescador     | 21-12-2004    | Colombia         | GW Erco Shimano         |
| Nairo Quintana     | 04-02-1990    | Colombia         | [ 1 ]                   |
| Iván Romeo         | 16-08-2003    | Spanje           |                         |
| Javier Romo        | 06-01-1999    | Spanje           |                         |
| Einer Rubio        | 22-02-1998    | Colombia         |                         |
| Pelayo Sánchez     | 27-03-2000    | Spanje           |                         |
| Gonzalo Serrano    | 17-08-1994    | Spanje           |                         |
| Natnael Tesfatsion | 23-05-1999    | Eritrea          | Lidl-Trek               |
| Albert Torres      | 26-04-1990    | Spanje           |                         |

*vanaf 15/1 

### Vertrokken
| Naam                  | Geboortedatum | Nationaliteit | Ploeg 2025                      |
| --------------------- | ------------- | ------------- | ------------------------------- |
| Alex Aranburu         | 19-09-1995    | Spanje        | Cofidis                         |
| Rémi Cavagna          | 10-08-1995    | Frankrijk     | Groupama-FDJ                    |
| Johan Jacobs          | 01-03-1997    | Zwitserland   | Groupama-FDJ                    |
| Oier Lazkano          | 07-11-1999    | Spanje        | Red Bull-BORA-hansgrohe         |
| Vinicius Rangel Costa | 26-05-2001    | Brazilië      | Swift Carbon Pro Cycling Brasil |
| Sergio Samitier       | 31-08-1995    | Spanje        | Cofidis                         |
| Iván Sosa             | 31-10-1997    | Colombia      | Equipo Kern Pharma              |

## Overwinningen
| Nationale kampioenschappen wielrennen Ecuador - tijdrit: Jefferson Alveiro Cepeda Spanje - weg: Iván Romeo Venezuela - tijdrit: Orluis Aular Venezuela - weg: Orluis Aular Tour Down Under 3e etappe: Javier Romo Ronde van Valencia 3e etappe: Iván Romeo Ruta del Sol 5e etappe: Jon Barrenetxea Ronde van de Verenigde Arabische Emiraten Jongerenklassement: Iván Romeo Ploegenklassement: *1) Ronde van Asturië 2e etappe: Iván García Critérium du Dauphiné 3e etappe: Iván Romeo | Ronde van Wallonië Ploegenklassement: *2) |  |

*1) Ploeg Ronde van de Verenigde Arabische Emiraten: Barta, Castrillo, Cimolai, Gaviria, Moro, Romeo, Rubio
*2) Ploeg Ronde van Wallonië: Canal, Cimolai, Milesi, Moro, Norsgaard, Serrano, Tesfatsion
Mannen: 2003 · 2004 · 2005 · 2006 · 2007 · 2008 · 2009 · 2010 · 2011 · 2012 · 2013 · 2014 · 2015 · 2016 · 2017 · 2018 · 2019 · 2020 · 2021 · 2022 · 2023 · 2024 · 2025
Vrouwen: 2018 · 2019 · 2020 · 2021 · 2022 · 2023 · 2024 · 2025
Alpecin-Deceuninck · Arkéa-B&B Hotels · Bahrain Victorious · Cofidis · Decathlon AG2R La Mondiale Team · EF Education-EasyPost · Groupama-FDJ · INEOS Grenadiers · Intermarché-Wanty · Lidl-Trek · Movistar Team · Red Bull-BORA-hansgrohe · Soudal Quick-Step · Jayco AlUla · Team Picnic PostNL · UAE Team Emirates-XRG · Visma-Lease a Bike · XDS Astana Team